# 留比沙·萨马尔季奇
留比沙·萨马尔季奇（1936年11月19日—2017年9月8日），塞尔维亚演员和导演，以南斯拉夫电视剧《热风》中扮演Šurda而知名。他还曾在哈伊鲁丁·克尔瓦瓦茨执导的电影《瓦尔特保卫萨拉热窝》中扮演吉斯。他曾出演电影《清晨》并获得1967年第28屆威尼斯影展的正式奖项沃尔庇杯最佳男演员奖。